# João Costa Ribeiro Filho
João Costa Ribeiro Filho (Monte Carmelo - MG, 25 de março de 1968) é um advogado, professor, escritor e político brasileiro.

## Biografia
Cresceu no Distrito Federal e ingressou na política no estado do Tocantins. Como jurista, é autor de diversos artigos jurídicos publicados.
Então integrante do PSDB, foi eleito nas eleições estaduais no Tocantins em 2010 como primeiro suplente do senador Vicentinho Alves (PR/TO).
Foi brevemente Secretário de Segurança Pública do estado do Tocantins em 2011 na gestão Siqueira Campos. Ainda em 2011 deixou o PSDB e filiou-se ao Partido Pátria Livre.
Com pedido de licença de Vicentinho Alves, assumiu temporariamente o mandato de Senador da República de 17 de outubro de 2012 a 29 de janeiro de 2013.